# Tongyangxi

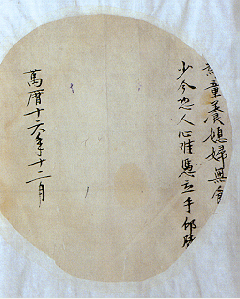
Livret de mariage de Wànlì (万历), Dynastie Ming, marié à 16 ans comme Tongyangxi

Une tongyangxi (chinois : 童养媳 ; pinyin : tóngyǎngxí ; lit. « belle-fille élevée enfant ») est une jeune enfant « adoptée » dans la famille de son futur époux. C'était une pratique de la  société traditionnelle chinoise, présente surtout dans les milieux ruraux peu fortunés. Elle permettait en effet à la famille du futur mari d'être dispensée de la compensation financière due à la famille de l'épouse, puisqu'elle prenait en charge l'entretien de cette dernière. Elle permettait aussi à la belle-mère de former sa bru dès son jeune âge aux tâches du foyer. Il arrivait que des familles échangent ainsi leurs filles. 
Cette pratique n'a pas été abolie par le Guomindang à la révolution de 1911 et l'établissement de la République de Chine. Il faudra attendre la loi sur le mariage de 1950, promulguée par la nouvelle République populaire de Chine, pour que celle-ci soit abolie en Chine continentale.
Elle a perduré à Taïwan jusque dans les années 1970, lorsque la croissance économique et la généralisation de l'éducation ont aidé à la rendre caduque[réf. nécessaire].